# Sam Dekker
Sam Dekker, né le 6 mai 1994 à Sheboygan dans le Wisconsin, est un joueur américain de basket-ball. Il évolue aux postes d'ailier et d'ailier fort.

## Biographie

### Carrière universitaire
Entre 2012 et 2015, il joue pour les Badgers à l'université du Wisconsin à Madison.
Le 10 avril 2015, il annonce sa candidature à la draft 2015 de la NBA.

### Carrière professionnelle

#### Rockets de Houston (2015-2017)
Le 25 juin 2015, il est sélectionné à la 18e position de la draft 2015 de la NBA par les Rockets de Houston.
Le 7 juillet 2015, il signe son contrat rookie avec les Rockets mais il manque l'ensemble de la NBA Summer League 2015 en raison d'une douleur au dos.
Il participe à l'ensemble des huit matchs de pré-saison des Rockets, mais participent qu'à trois des onze premiers matchs de la saison 2015-2016 des Rockets de Houston. Le 18 novembre 2015, il ressent de nouveau des douleurs au dos et décide de se faire opérer du dos, l'écartant trois mois des parquets.
Entre le 19 février et le 5 mars 2016, il est envoyé plusieurs fois en G-League chez les Vipers de Rio Grande Valley avec lesquels il dispute 7 rencontre pour des moyennes de 11,9 points, 5,3 rebonds et 1,6 passe décisives en 23,2 minutes par match.
Le 30 octobre 2016, les Rockets activent leur option d'équipe sur le contrat de Dekker, le conservant pour la saison NBA 2016-2017.
Le 14 décembre 2016, Dekker établit son record en carrière avec 19 points lors de la victoire 132 à 98 contre les Kings de Sacramento. Le 21 janvier 2017, il est titularisé pour la première fois de sa carrière, et bat son record de points avec 30 unité dans la victoire 119 à 95 contre les Grizzlies de Memphis.
Le 2 avril 2017, il se fracture la main gauche après un contact avec Jared Dudley des Suns de Phoenix. Il manque le premier tour des playoffs NBA 2017 et revient sur les parquets le 1er mai 2017 pour le premier match de la demi-finale de conférence contre les Spurs de San Antonio.

#### Clippers de Los Angeles (2017-2018)
Le 28 juin 2017, il est transféré aux Clippers de Los Angeles, avec Patrick Beverley, Montrezl Harrell, Darrun Hilliard, DeAndre Liggins, Lou Williams, Kyle Wiltjer et premier tour de draft 2018 de la NBA en échange de Chris Paul.
Le 31 octobre 2017, les Clippers activent leur option d'équipe sur le contrat de Dekker, le conservant pour la saison NBA 2017-2018.

#### Cavaliers de Cleveland (août-déc. 2018)
Le 7 août 2018, il est transféré aux Cavaliers de Cleveland, avec les droits de draft de Renaldas Seibutis en échange des droits de draft sur Vladimir Veremeenko.
Le 5 novembre 2018, lors d'un match contre le Magic d'Orlando, il se fait une entorse à la cheville, l'écartant des parquets durant quatre semaines. Il revient à la compétition le 10 décembre 2018 contre les Pacers de l'Indiana.

#### Wizards de Washington (déc. 2018-juin 2019)
Le 7 décembre 2018, il est transféré aux Wizards de Washington dans un échange à trois équipes avec les Bucks de Milwaukee. Les Wizards transfèrent Jason Smith et une somme d'argent aux Bucks. Le Bucks envoient John Henson, Matthew Dellavedova, et un premier et second tour de draft 2021 aux Cavaliers de Cleveland, et reçoivent George Hill et un second tour de draft 2021. Les Wizards envoient également un second tour de draft 2022 de la NBA aux Cavaliers.
Le 1er juillet 2019, Dekker devient agent libre.

#### Lokomotiv Kouban-Krasnodar (2019-2020)
Le 5 août 2019, Dekker quitte la NBA et rejoint le Lokomotiv Kouban-Krasnodar.

#### Türk Telekomspor (2020-2021)
Au mois de juillet 2020, il s'engage pour une saison au Türk Telekomspor en première division turque.

#### Raptors de Toronto (2021)
En août 2021, il fait son retour en NBA en signant un contrat de deux saisons en faveur des Raptors de Toronto. Il est coupé le 7 novembre 2021.

## Vie privée
En mai 2017, Dekker s'est fiancé à Olivia Harlan (en), journaliste à ESPN et SEC Network, fille de l'annonceur de la NBA Kevin Harlan (en) et petite-fille du président émérite des Packers de Green Bay en NFL, Bob Harlan (en). Les deux se sont mariés le 14 juillet 2018.

## Clubs successifs
- 2012-2015 :  Badgers du Wisconsin (NCAA)
- 2015-2017 :  Rockets de Houston (NBA)
- 2017-2018 :  Clippers de Los Angeles (NBA)
- août 2018-décembre 2018 :  Cavaliers de Cleveland (NBA)
- décembre 2018-2019 :  Wizards de Washington (NBA)
- 2019-2020 :  Lokomotiv Kouban-Krasnodar (VTB United League)
- 2020-2021 :  Türk Telekomspor (Süper Ligi)
- 2021 :  Raptors de Toronto (NBA)

## Palmarès
- 2× Second-team All-Big Ten (2014, 2015)
- Big Ten All-Freshman team (2013)
- Honorable Mention All-Big Ten (2013)
- Wisconsin Mr. Basketball (2012)
- First-team Parade All-American (2012)
- Wisconsin Gatorade Player of the Year (2012)
- AP First-team All-State (2012)
- AP Second-team All-State (2011)

## Statistiques

### Universitaires
Les statistiques en matchs universitaires de Sam Dekker sont les suivants :
| Saison    | Équipe    | Matchs | Titul. | Min./m | % Tir | % 3pts | % LF | Rbds/m. | Pass/m. | Int/m. | Ctr/m. | Pts/m. |
| --------- | --------- | ------ | ------ | ------ | ----- | ------ | ---- | ------- | ------- | ------ | ------ | ------ |
| 2012-2013 | Wisconsin | 35     | 3      | 22,3   | 47,6  | 39,1   | 69,0 | 3,37    | 1,34    | 0,66   | 0,40   | 9,57   |
| 2013-2014 | Wisconsin | 38     | 38     | 29,8   | 46,9  | 32,6   | 68,6 | 6,08    | 1,37    | 0,76   | 0,58   | 12,42  |
| 2014-2015 | Wisconsin | 40     | 40     | 31,0   | 52,5  | 33,1   | 70,8 | 5,50    | 1,23    | 0,53   | 0,45   | 13,90  |
| Total     | Total     | 113    | 81     | 27,9   | 49,3  | 34,8   | 69,5 | 5,04    | 1,31    | 0,65   | 0,48   | 12,06  |

### Professionnels

#### Saison régulière
| Saison    | Équipe        | Matchs | Titul. | Min./m | % Tir | % 3pts | % LF | Rbds/m. | Pass/m. | Int/m. | Ctr/m. | Pts/m. |
| --------- | ------------- | ------ | ------ | ------ | ----- | ------ | ---- | ------- | ------- | ------ | ------ | ------ |
| 2015-2016 | Houston       | 3      | 0      | 2,0    | 0,0   | 0,0    | 0,0  | 0,33    | 0,00    | 0,33   | 0,00   | 0,00   |
| 2016-2017 | Houston       | 77     | 2      | 18,4   | 47,3  | 32,1   | 55,9 | 3,69    | 0,99    | 0,49   | 0,27   | 6,55   |
| 2017-2018 | L.A. Clippers | 73     | 1      | 12,1   | 49,4  | 16,7   | 66,1 | 2,38    | 0,52    | 0,33   | 0,12   | 4,15   |
| 2018-2019 | Cleveland     | 9      | 5      | 18,8   | 45,8  | 38,5   | 80,0 | 3,67    | 1,00    | 1,22   | 0,00   | 6,33   |
| 2018-2019 | Washington    | 38     | 0      | 16,3   | 47,1  | 28,6   | 55,6 | 3,03    | 0,97    | 0,71   | 0,18   | 6,05   |
| Total     | Total         | 200    | 8      | 15,5   | 47,8  | 28,8   | 60,6 | 3,04    | 0,80    | 0,51   | 0,18   | 5,47   |

Mise à jour le 12 mars 2020

#### Playoffs
| Saison | Équipe  | Matchs | Titul. | Min./m | % Tir | % 3pts | % LF | Rbds/m. | Pass/m. | Int/m. | Ctr/m. | Pts/m. |
| ------ | ------- | ------ | ------ | ------ | ----- | ------ | ---- | ------- | ------- | ------ | ------ | ------ |
| 2017   | Houston | 4      | 0      | 7,8    | 25,0  | 50,0   | 0,0  | 2,50    | 0,25    | 0,25   | 0,25   | 2,25   |
| Total  | Total   | 4      | 0      | 7,8    | 25,0  | 50,0   | 0,0  | 2,50    | 0,25    | 0,25   | 0,25   | 2,25   |

Mise à jour le 12 juin 2019